# Canal San Carlos
El canal San Carlos es un canal de regadío que cruza en dirección sureste-noroeste el sector oriente de la ciudad de Santiago, Chile.

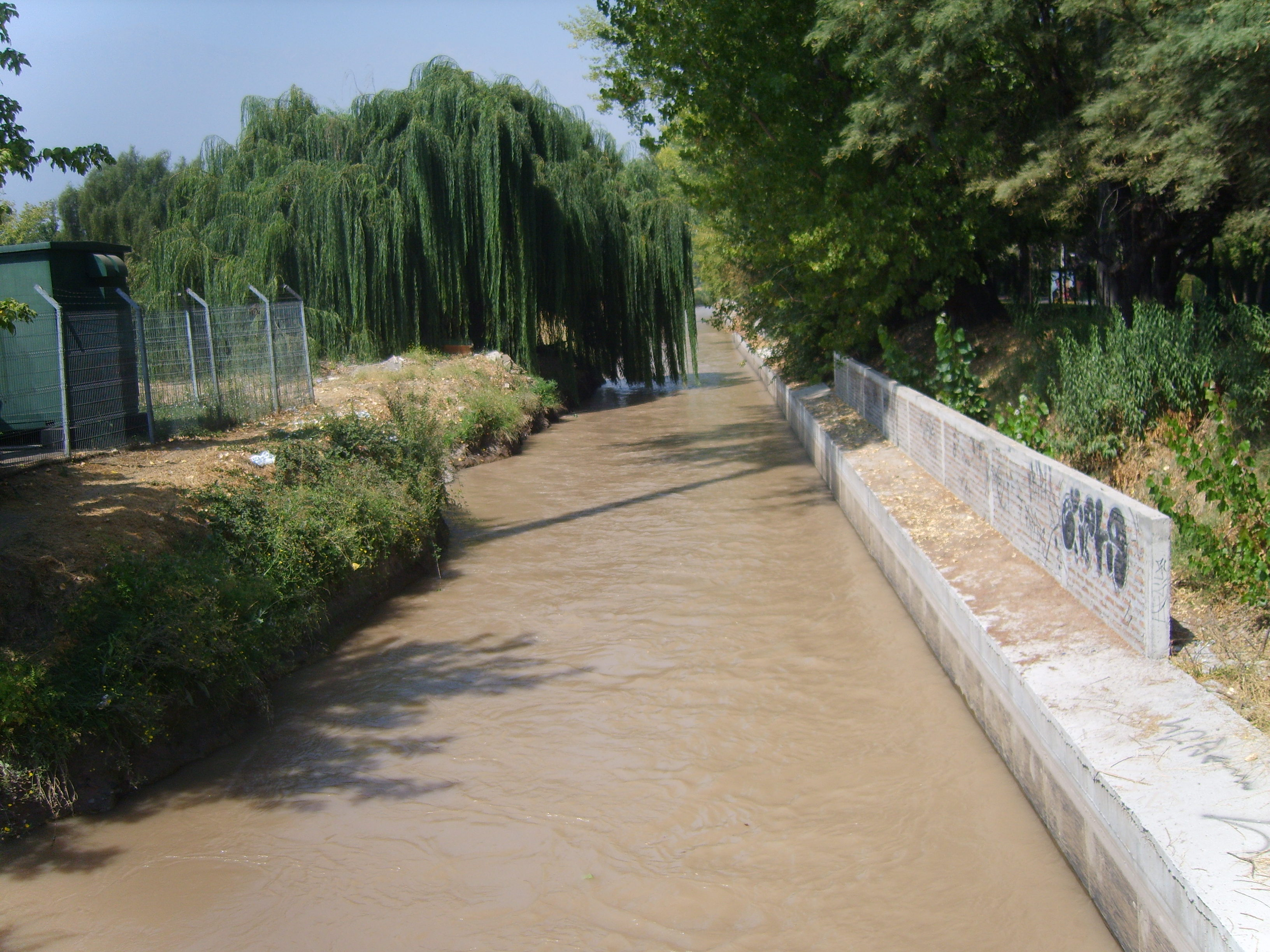
El canal bajo el puente Simón Bolívar en La Reina.

## Trayecto
El canal nace de las aguas del río Maipo en la comuna de San José de Maipo donde se debieron construir y reconstruir su bocatoma. Para disminuir la cantidad de material flotante en sus aguas que posteriormente se decantan y se acumulan en el trayecto, se construyeron "desarenadores". Durante su recorrido atraviesa las comunas de Puente Alto, La Florida (desde donde corre paralelo a avenida Tobalaba), Peñalolén y La Reina, donde desemboca el estero San Ramón. Al atravesar la avenida Ossa, gira en dirección poniente, pasando por las comunas de Ñuñoa y Las Condes para finalmente desembocar en la de Providencia, en el río Mapocho, aportando en época estival una buena parte de su caudal. Este giro se explica por el uso de la cuenca del estero San Ramón en este último tramo.[cita requerida]
Solo una parte de sus aguas se vierten en el río, otra parte atraviesa en un sifón el río para dar inicio al canal El Carmen que riega el norte de Santiago.

## Historia
La localidad de Santiago está ubicada en un valle fértil entre los ríos Mapocho y Maipo, pero por las características de la pendiente del terreno era difícil obtener agua para ciertas zonas y transformar su aridez del secano en zonas aptas para todo tipo de cultivo. En 1742, se hizo el primer intento de construir un canal que uniera ambos ríos. Sin embargo, el lugar elegido para la bocatoma era muy bajo y sin pendiente suficiente.
En 1766, el ingeniero militar irlandés al servicio de la Corona española Juan Garland determinó que el trazado inicial no servía. El contratista Matías Ugareta se hizo cargo de la obra en 1772 y abrió parte del canal, que lo bautizó con su actual nombre en honor al rey de España; sin embargo, los trabajos tuvieron que suspenderse debido a que las nivelaciones estaban erradas, y el cabildo de Santiago perdió los capitales que había adelantado.
El 28 de abril de 1796 Ambrosio O'Higgins dispuso, en vísperas de su partida a hacerse cargo del gobierno del Perú, que se emprendiera la construcción definitiva del canal; el marqués de Avilés, sucesor de O'Higgins en el gobierno del reino de Chile, decidió por decreto del 28 de noviembre de ese año que se creara una comisión para estudiar la viabilidad del proyecto. En los miembros de la comisión, que entregó su informe el 30 de diciembre, figuraban el ingeniero Agustín Cavallero y el arquitecto Joaquín Toesca.
Fue bajo el gobierno de Joaquín del Pino, en 1799, que se dieron los medios para realizar las obras y al año siguiente Cavallero levantó los planos del canal, basado en un nuevo estudio científico; superintendente de la obra, sin goce de sueldo alguno, fue nombrado Martín Calvo Encalada. Cavallero confeccionó 7 planos; el proyecto contemplaba un canal de 5 metros en su parte superior, 4 en el fondo y 1,3 metros de altura. Desde la bocatoma se daría al canal una pendiente de 23 centímetros cada 83 metros. Debía construirse, además, las bocatomas con sus defensas, un puente acueducto sobre el zanjón El Peral, otro sobre el de la Aguada, y otros tres sobre los caminos que habría de cruzar el canal. En total, la extensión sería de unos 48,84 kilómetros. Los trabajos incluirían, además de las excavaciones, mampostería de cal y ladrillo, mampostería de piedra y cal, empedrado, terraplenes sobre bóvedas y rampas.

### Finalización de las obras

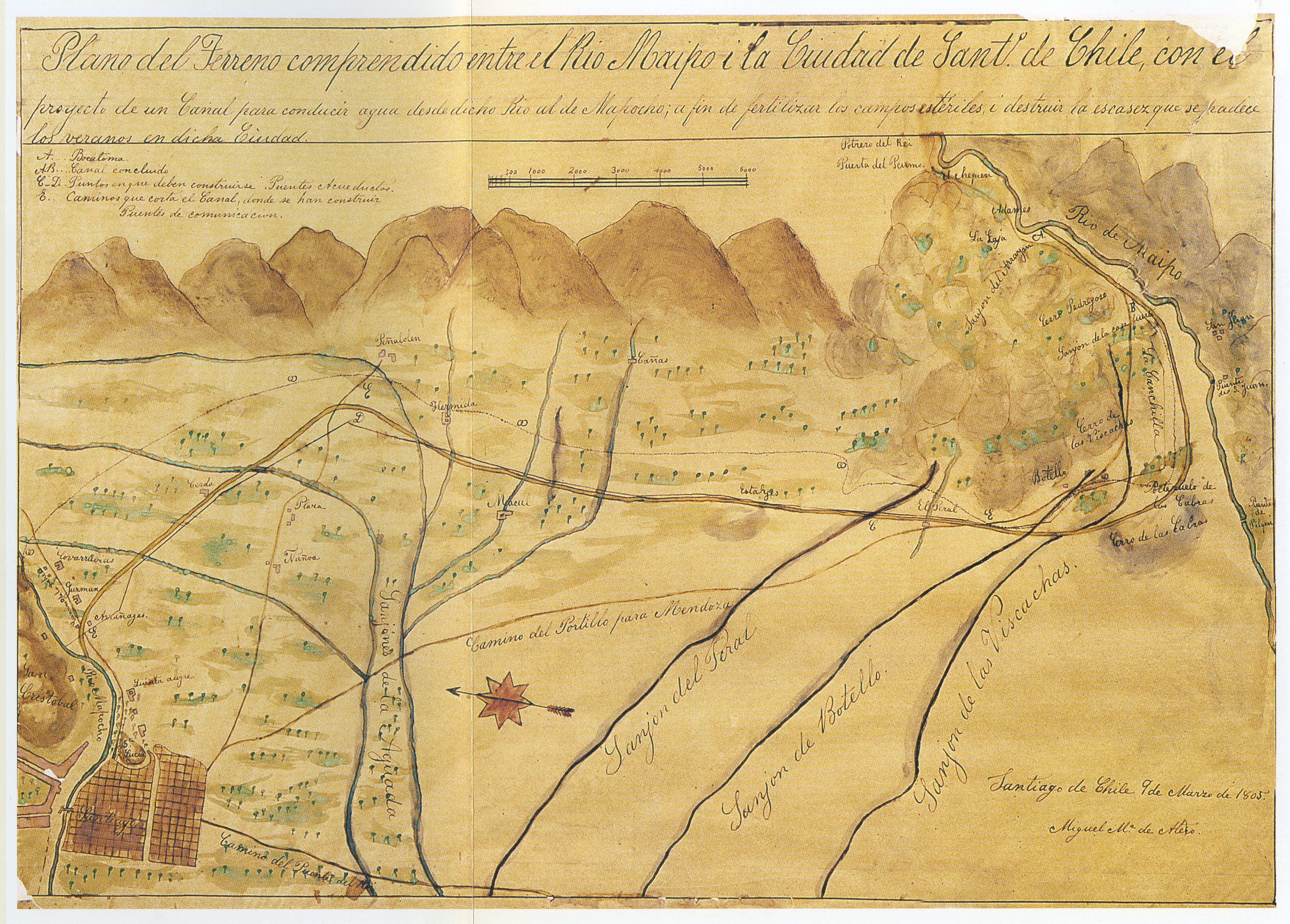
Trazado del canal en 1800; firmado en 1805 por Miguel O. Otero, es copia del realizado cinco años antes por Agustín Cavallero.

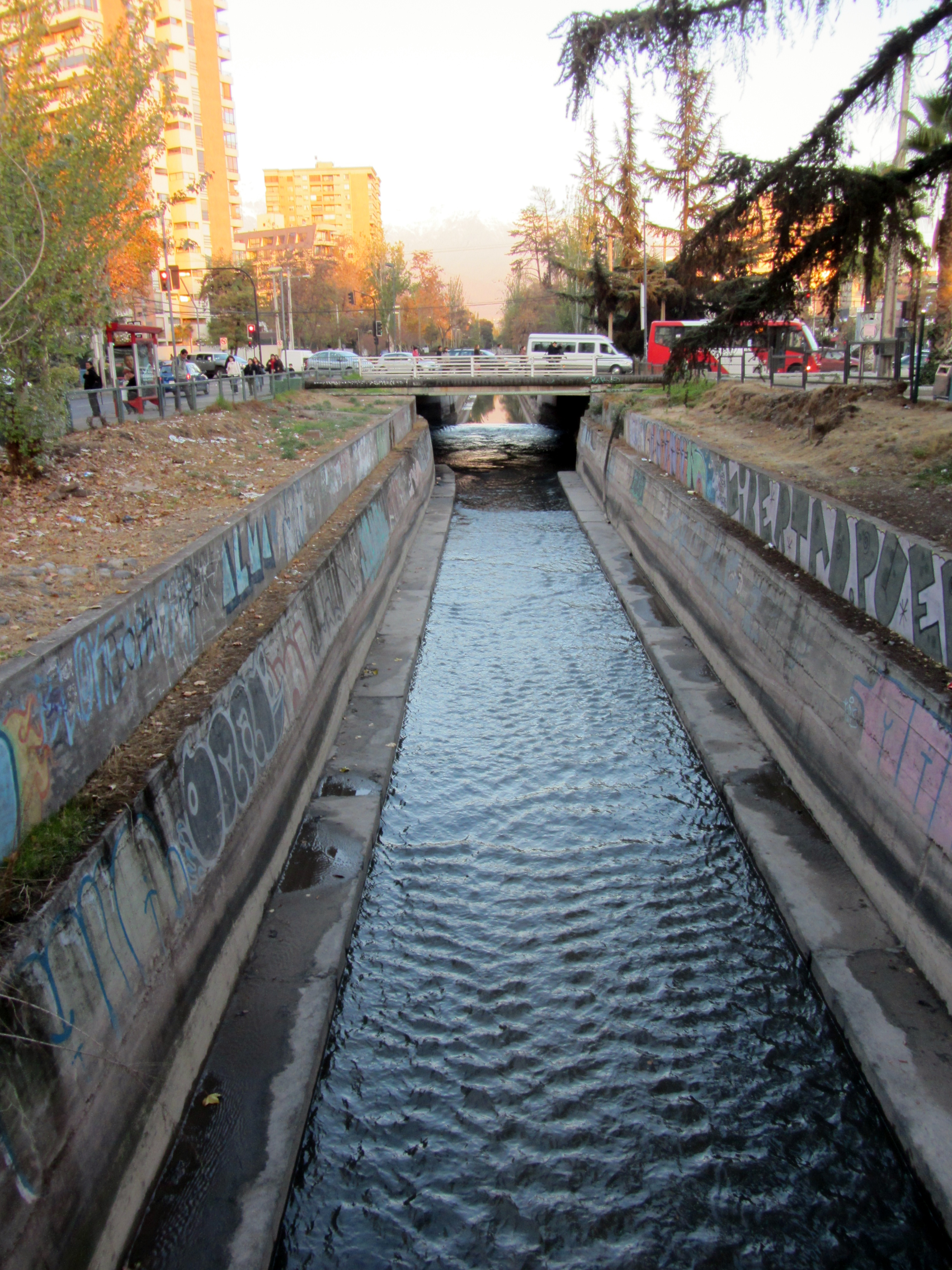
Vista hacia el sur, al puente que cruza la avenida Tobalaba en Colón.

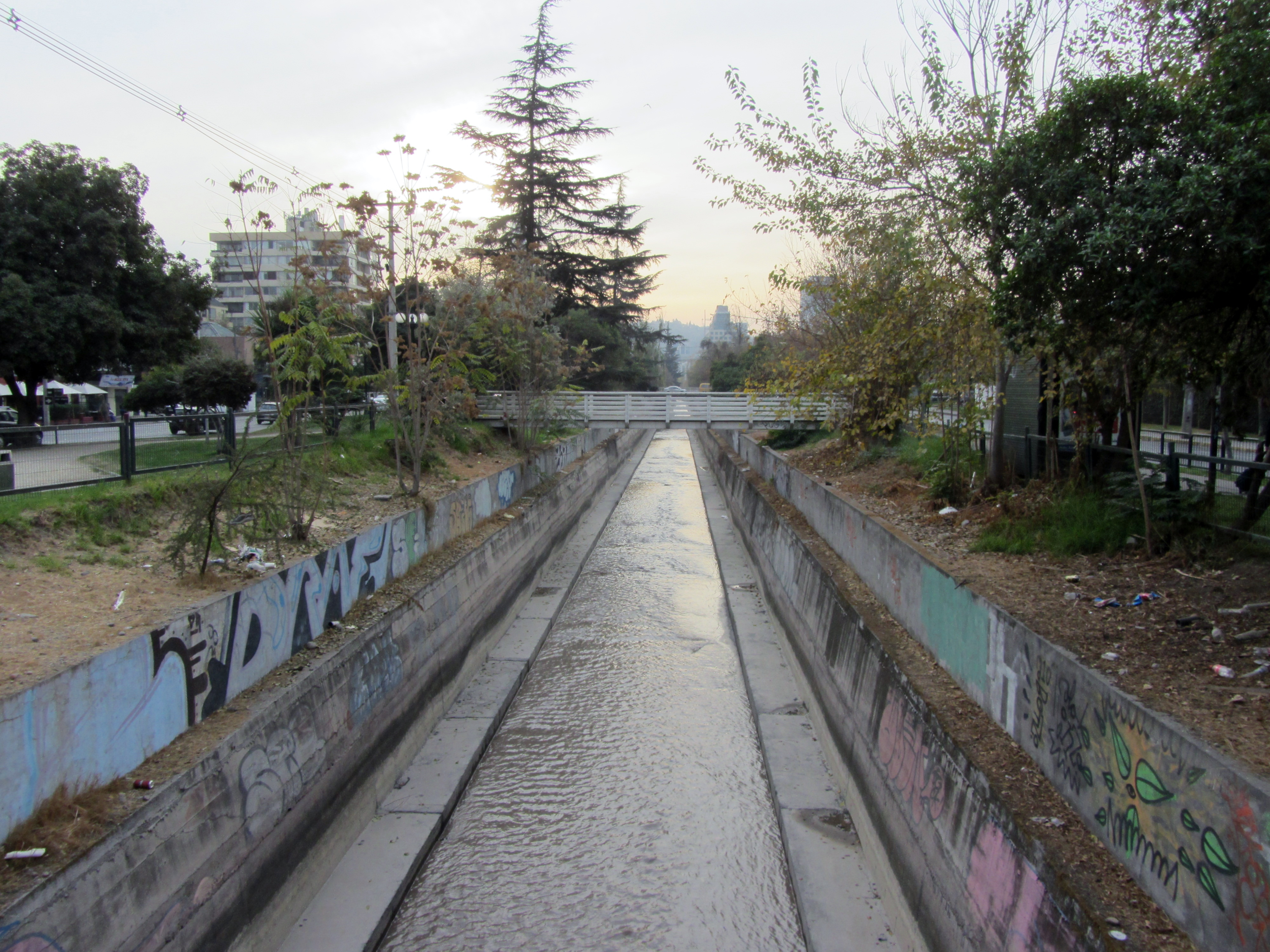
Vista hacia el norte, desde el puente que cruza la avenida Tobalaba en Colón.

Reemplazó a Cavallero, en 1802, el agrimensor Juan José de Goycoolea, quien contó con la colaboración de Jerónimo Pizana. Ambos hicieron una visita para elegir el lugar de la toma y confeccionaron nuevos planos. Las obras tomaron así, su curso definitivo. Fueron contratados operarios, pero por problemas financieros, las obras fueron suspendidas entre 1804 y 1811, para ser reiniciadas, bajo la dirección de Joaquín Gandarillas y Domingo de Eyzaguirre. Las obras prosiguieron hasta 1814, cuando el general José Miguel Carrera sacó a los 200 peones que trabajaban en el canal para incorporarlos a las fuerzas que debían combatir a los realistas que avanzaban desde el sur.
Después de la batalla de Rancagua, los trabajos quedaron paralizados y no se reiniciaron hasta consolidada la independencia del país. Bernardo O’Higgins determinó la continuación de las obras bajo Eyzaguirre, que hizo progresos en la construcción del canal, además de estimular las labores agrícolas y dar forma a San Bernardo.
A causa de la escasez de fondos, se destinó a las faenas a 200 prisioneros realistas. El 20 de agosto de 1820, día la ciudad de San Bernardo y del natalicio del gobernador, se inauguró la obra. Los trabajos continuaron, sin embargo, hasta 1825, y dos años después, el director supremo Ramón Freire traspasó esa propiedad pública a una sociedad integrada por particulares, la Sociedad del Canal del Maipo.

## Presente
Aunque sigue abasteciendo zonas de cultivo que aún se conservan cerca de la capital, tal como la extensa Viña Cousiño Macul, ubicada en las comunas de Macul y Peñalolén, la importancia del canal ha ido en decadencia. Continúa siendo administrado por la Sociedad del Canal del Maipo. Actualmente (1998) el canal riega, en conjunto con sus derivados, aproximadamente 15 200 hectáreas.
Tiene un ancho de 8-10 metros y una profundidad de 6-8 metros, sin caja de rebalses. Cruza por subterráneo el río Mapocho, por túnel el cerro San Cristóbal y, después de ceder parte de sus aguas a otros canales, pasa a denominarse El Carmen.
Las comunas de la capital por donde pasa el canal han tratado de integrarlo a áreas verdes y recreativas. Paralelo a su cauce, en Providencia, Las Condes y La Reina han creado parques lineales con ciclovías. Al mismo tiempo, han muerto paulatinamente más de la mitad de los árboles centenarios que lo bordean por el costado poniente, en gran parte de las comunas de Peñalolén y La Reina (avenida Tobalaba), producto de su recubrimiento interno con murallones de cemento, lo que ha impedido que haya un correcto regadío para dichas especies.[cita requerida]
El canal es un importante recolector de aguas lluvia de la zona oriente de la ciudad.: 78 
Tres estaciones de la Línea 4 del Metro de Santiago, terminada en 2005, se ubican bajo el canal.
El puente Colonial del canal San Carlos —ubicado en la avenida Tobalaba, entre la población La Frontera y el condominio Ciudad del Este, más al sur de la intersección con la avenida Diego Portales— fue declarado Monumento Histórico en 2014. Construido como una bóveda en 1805 con cal y canto, hecho a partir de ladrillos y otras piedras, material muy usado en las construcciones chilenas desde fines del siglo XVIII y principios del XIX, en sus inicios era usado como una ruta para transportar ganado hacia Argentina, ya que conectaba con el paso Portillo de Piuquenes, y como lugar de tránsito para las misiones jesuitas. Hoy se encuentra en la comuna de Puente Alto.
El canal San Carlos ha presentado también problemas de inseguridad e insalubridad a lo largo de su historia; todavía en 2012 en algunas de más de 15 comunas que atraviesa este río había denuncias al respecto, debido a la falta de rejas que lo resguarden, a la suciedad y la presencia de ratas.